# Margriet Huisman
Pour les articles homonymes, voir Huisman.
Margriet Huisman , née le 20 décembre 1983 à Arnhem, est une joueuse professionnelle de squash représentant les Pays-Bas. Elle atteint le 36e rang mondial en janvier 2008, son meilleur classement. Elle fait partie de l'équipe des Pays-Bas avec Vanessa Atkinson, Annelize Naudé et Orla Noom qui crée un exploit historique en 2010 en battant l'équipe d'Angleterre en demi-finale puis l'équipe de France en finale pour devenir championne d'Europe par équipes,.

## Palmarès

### Titres
- Championnat d'Europe par équipes : 2010